# Caspar Opitz
Arne Caspar Opitz, född  20 juli 1971, är en svensk journalist.
Caspar Opitz blev 2013 redaktionschef på Dagens Nyheter, dit han kom år 2000 från Östgöta Correspondenten, efter att ha tilldelats Guldspaden för artikelserien Affärsmannen Albert Walther. Artikelserien var en granskning av en lokal konsult som lurade kommunpolitikerna. På Dagens Nyheter har han varit inrikesreporter, chef för Stockholmsredaktionen, utrikeskorrespondent i London samt nyhetschef på såväl webben som papperstidningen. Han utsågs i januari 2021 som Allmänhetens Medieombudsman från april 2021.